# ويليام الثامن دي مونبلييه
ويليام الثامن دي مونبلييه (في قسطانية:Guilhem VIII؛ توفي في 1202) كان لورد مونبلييه، هو أبن ويليام السابع دي مونبلييه.
تزوج من يودوكيا كومينيا  
من بيزنطية، وأنجبت له:-
- ماريا من مونبلييه، والدة خايمي الأول ملك أراغون.

تم إرسال يودوكيا إلى أحد الأديرة لعدم أنجاب الوريث الذكر.
تزوج من أغنيس من قشتالة وكان لديهم:-
- ويليام التاسع دي مونبلييه.[3]
- أيمرد توفي. 1191.[4]
- بيرغونيو.[3]
- برناط ويليام.[3]
- تروتوسيتا.[3]

حكم البابا بـ عدم شرعية أبناءه، مما أصبحت ماري هي الوريثة.